# Yixin, Príncipe Gong
Yixin (chino: 奕訢) (11 de enero de 1833 – 29 de mayo de 1898), comúnmente conocido como el Príncipe Kung o príncipe Gong (chino: 恭亲王), fue un príncipe imperial del clan Aisin-Gioro y un importante estadista manchú durante la dinastía Qing. Fue regente del imperio entre 1861 y 1865, y ostentó gran influencia política hasta su caída en desgracia en la década de 1880. Yixin ejerció de manera informal como ministro de asuntos exteriores de China entre 1860 y 1886, lo que lo convirtió en el principal interlocutor chino con las potencias occidentales.
Desde temprana edad, Kung destacó por su inteligencia y habilidad, y su padre el emperador Daoguang lo consideró un potencial heredero al trono de China. Sin embargo, fue su hermanastro mayor Yizhu quien acabaría ascendiendo al trono del dragón como el emperador Xianfeng. Durante la segunda guerra del opio en 1860, Kung fue puesto a cargo de la defensa de Pekín mientras su hermanastro y la corte huían a Rehe. Como el oficial de mayor rango en Pekín, Kung estuvo a cargo de negociar la paz con Francia, Rusia y el Reino Unido, y firmó la Convención de Pekín en nombre del imperio Qing. 
A la muerte de Xianfeng en 1861, el príncipe Kung concertó el Golpe de Xinyou de 1861 junto con las emperatrices viudas Cixi y Ci'an. Por medio de este golpe, Kung y sus aliados desplazaron del poder a los ocho regentes que Xianfeng había nombrado en su lecho de muerte para garantizar la sucesión de su único hijo el emperador Tongzhi. Tras el golpe, fue príncipe regente entre 1861 y 1865, y articuló la mayor parte de las reformas modernizadoras de la llamada Restauración de Tongzhi (1860-1874). 
Su gran influencia causó los recelos de la emperatriz viuda Cixi, quien consiguió degradarlo en 1865 acusándolo de corrupción y falta de respeto al emperador. Pese a ello, Kung siguió presidiendo el Gran Consejo, y mantuvo gran parte de su influencia. Como reformista moderado, las últimas décadas de la carrera del príncipe Kung durante el reinado de su sobrino el emperador Guangxu, estuvieron marcadas por sus disputas con las facciones conservadoras de la corte de los Qing – en particular, con su antigua aliada Cixi – y acabaron con su muerte en relativa desgracia. 
El príncipe Kung fundó en 1861 el Zongli Yamen, que de facto pasó a ser el primer Ministerio de Asuntos Exteriores de China. Como su cabeza visible y negociador jefe, el príncipe Kung se hizo famoso entre las potencias occidentales que trataban de forzar la apertura de China. Su reputación fue la de un negociador constructivo y abierto a las reformas que China tanto necesitaba.

## Nombres
Yixin es la romanización pinyin de la pronunciación mandarina de su nombre manchú I-hin. Compartía el apellido Aisin-Gioro con el resto de los miembros de la familia imperial Qing. Su nombre de cortesía era "Señor del Salón Yuedao", esto es, "señor del salón de la vía musical".
Kung es la romanización Wade-Giles de la pronunciación mandarina del carácter chino 恭, que hoy en día suele ser transliterado como Gōng en pinyin. Kung o Gong es un nombre por sí mismo, sino parte de un título nobiliario descriptivo "El Respetado Príncipe de Sangre" que anteriormente había ostentado Changning (1657-1703), el quinto hijo del emperador Shunzhi. El título chino 王 se traduce literalmente como "rey", pero es habitual traducirlo como "príncipe" dentro de la nobleza china. El príncipe Changning no recibió ningún privilegio especial, con lo que cada generación subsiguiente fue perdiendo un grado de nobleza. Yixin, sin embargo, recibió el privilegio del "birrete de hierro", con lo que sus descendientes directos heredaron el título sin degradación. 
Habitualmente, la historiografía occidental se refieren a Yixin como el príncipe Kungen vez de como el príncipe Gong. Esto se debe a que la transliteración Wade-Giles estaba más en uso en vida del propio Yixin, con lo que la mayor parte de las fuentes occidentales se referían al mismo como Kung o el príncipe Kung. A veces se le llamaba el sexto príncipe, o incluso el "sexto demonio".

## Vida

### Primeros años
Yixin nació en el clan Aisin-Gioro, la familia manchú que formaba la dinastía Qing. Fue el sexto hijo del emperador Daoguang. Era el tercer hijo de su madre, la Noble Consorte Imperial Jing, que era de origen mongol del clan Borjigin. Estudió en la Biblioteca Imperial y entrenó en artes marciales junto con su cuarto hermano, Yizhu. Se le acreditan haber inventado 28 nuevos movimientos de qiang (lanza), y 18 de dao (sable), a los que su padre bautizó como "Lihua Xieli" (棣華協力) y "Bao'e Xuanwei" (寶鍔宣威). Su padre le regaló un Sable Arcoíris Blanco (白虹刀).
Yixin fue pupilo de Zhuo Bingtian (卓秉恬) y de Jia Zhen (賈楨), dos eminentes literatis que habían obtenido la posición de jinshi (進士; candidato aprobado) en las oposiciones imperiales de 1802 y 1826 respectivamente.
En 1850, cuando Daoguang se puso críticamente enfermo, convocó a Zaiquan (載銓), Zaiyuan, Duanhua, Sengge Rinchen, Mujangga, He Rulin (何汝霖), Chen Fu'en (陳孚恩) y Ji Zhichang (季芝昌) al Pabellón Shende (慎德堂) en el Antiguo Palacio de Verano, donde desveló a los asistentes un edicto secreto que había preparado unos años antes. Según este edicto, Yizhu, el Cuarto Príncipe, se convertiría en emperador, mientras que   Yixin, el Sexto Príncipe, sería nombrado qinwang (príncipe de primer rango). Daoguang falleció ese mismo día.

### Reinado de Xianfeng
Yizhu ascendió al trono en 1850 y adoptó el adopted the nombre "Xianfeng". De acuerdo con el edicto secreto de su padre, Xianfeng concedió a Yixin el título de "Príncipe Kung de Primer Rango" (恭親王) ese mismo año. En 1851, Xianfeng creó un cargo para Kung, dándole permiso para entrar en la zona privada de la corte imperial, y poniéndolo al cargo de los asuntos de defensa.
En octubre de 1853, mientras la rebelión Taiping se acercaba a Jinan (畿南; la zona al sur del río Hai), Kung fue nombrado miembro del Gran Consejo, que estaba a cargo de los asuntos militares. Al año siguiente, fue nombrado dutong (都統; comandante de Estandarte), you zongzheng (右宗正; Director de la Derecha del Tribunal del Clan Imperial) y zongling (宗令; Jefe del Tribunal del Clan Imperial). Fue públicamente alabado en mayo de 1855 una vez los rebeldes Taiping fueron expulsados de Jinan.
A la muerte de la madre de Kung en agosto de 1855, el emperador Xianfeng reprimió en público a Kung por no haber observado el protocolario período de luto, y lo expulsó del Gran Consejo y de sus cargos de zongling y dutong. Sin embargo, Kung mantuvo el privilegio de acceder a la zona interna de la Ciudad Prohibida, y fue restablecido como dutong en junio de 1856, al tiempo que se le nombró Ministro del Interior (內大臣) en mayo de 1859.

### Segunda guerra del Opio
En septiembre de 1860, durante la segunda guerra del Opio, mientras las fuerzas anglo-francesas se acercaban a la capital Pekín, el emperador Xianfeng ordenó a Zaiyuan y Muyin (穆廕) que negociaran la paz en Tongzhou con el enemigo. La delegación anglo-francesa, que incluía a Harry Smith Parkes y Henry Loch, fue tomada prisionera por el general mongol Sengge Rinchen durante las negociaciones. Sengge Rinchen dirigió entonces su caballería mongola de élite para atacar a las fuerzas anglo-francesas en la Batalla de Baliqiao, pero fue derrotado. El emperador Xianfeng retiró a Zaiyuan y Muyin de Tongzhou, huyó con la mayor parte de su corte imperial a la provincia de Rehe, y nombró al príncipe Gong comisionado imperial con discreción y plenos poderes (欽差便宜行事全權大臣) para negociar con los occidentales.
El príncipe Gong se trasladó a Changxindian (長辛店; en el actual Distrito de Fengtai, Pekín) y convocó una asamblea de las tropas allí destacadas para imponer una mayor disciplina y elevar su moral. Por un lado, Qinghui (慶惠) sugirió al emperador Xianfeng liberar a Harry Smith Parkes y dejar que el príncipe Gong siguiera negociando. Por otro lado, Yidao (義道) instó al emperador a entregar Pekín al enemigo. Mientras tanto, británicos y franceses saquearon e incendiaron el Antiguo Palacio de Verano en el noroeste de Pekín.
El 24 de octubre de 1860, el príncipe Gong concluyó las negociaciones con británicos, franceses y rusos, y firmó la Convención de Pekín en nombre del Imperio Qing. A continuación, escribió un memorial al emperador Xianfeng, solicitando ser castigado por la firma del tratado desigual. El emperador respondió: "La responsabilidad asignada al príncipe Gong de llevar a cabo las negociaciones de paz no es fácil de asumir. Comprendo profundamente la difícil situación en la que se encuentra. No hay necesidad de castigarlo". El príncipe Gong resolvió los asuntos diplomáticos en Pekín a finales de 1860.
A partir de este momento, Yixin se convirtió en el principal interlocutor de las potencias occidentales, y estuvo a cargo de ejecutar las condiciones de la Convención de Pekín mientras la corte imperial demoraba su regreso a Pekín. Así, en 1861, el príncipe Gong fundó el Zongli Yamen, que asumió de facto las funciones de Ministerio de Asuntos Exteriores del gobierno Qing; esto era una condición estipulada en la Convención de Pekín, y respondía a la frustración occidental con la falta de acceso diplomático al gobierno Qing, que hasta entonces había gestionado las relaciones exteriores a través del Ministerio de Ritos, un departamento encargado de gestionar el protocolo cortesano. Yixin colocó a Guiliang (桂良) y Wenxiang a cargo del Zongli Yamen. Escribió un memorial al emperador Xianfeng en el que proponía mejorar el entrenamiento de las tropas de Bandera en Pekín, y dejar que las tropas Qing estacionadas en las provincias de Jilin y Heilongjiang se entrenaran con las fuerzas del Imperio Ruso y se aprovisionaran de material militar. Los generales Shengbao (勝保), Jingchun (景淳) y otros recibieron la orden de entrenar a las tropas de Pekín y del noreste de China.

### Bajo el emperador Tongzhi

#### Golpe de Xinyou
Antes de que el Emperador Xianfeng muriera en agosto de 1861 en Chengde, nombró a un grupo de ocho regentes -encabezados por Zaiyuan, Duanhua y Sushun - para ayudar a su hijo menor de edad y sucesor, el príncipe Zaichun. La actitud flexible de Yixin en sus relaciones con las potencias occidentales lo enfrentó a los ocho regentes, que eran políticamente conservadores y se oponían a la influencia occidental. A petición del príncipe Gong se le concedió permiso para viajar a Chengde para asistir al funeral. En Chengde, se reunió con las emperatrices viudas Ci'an (esposa principal de Xiangfeng) y Cixi (concubina de Xiangfeng, y madre de Zaichun), quienes se quejaron de cómo los ocho regentes monopolizaban el poder del Estado. Entre los tres, y con el apoyo del hermano de Yixin, el príncipe Chun, decidieron organizar un golpe de Estado con el que deponer a los ocho regentes y tomar las riendas del poder. Así, cuando el féretro del emperador Xianfeng llegó de vuelta a Pekín en noviembre de 1861, el príncipe Gong y las dos emperatrices viudas lanzaron un golpe de Estado -conocido históricamente como el Golpe de Xinyou (辛酉政變) - para expulsar del poder a los ocho regentes. Los regentes fueron arrestados y apartados de sus puestos de poder.

#### Príncipe Regente
Zaichun, que fue entronizado con el nombre formal de Emperador Tongzhi, nombró al Príncipe Gong como Príncipe Regente (議政王) y le concedió algunos privilegios especiales. Estos privilegios incluían: estatus de "gorro de hierro" otorgado al título de Príncipe Gong (este raro privilegio garantizaba que el título no sería degradado cada generación subsiguiente, a diferencia del resto de títulos nobiliarios chinos, que eran degradados hasta su extinción); un aumento de sueldo hasta el doble del de un príncipe de primer rango; exención de inclinarse en presencia del emperador y de escribir su nombre en los memoriales presentados al emperador. El príncipe Gong se negó firmemente a aceptar el privilegio del gorro de hierro y, en su lugar, trató de ser designado simultáneamente como zongling (宗令; Jefe de la Tribunal del Clan Imperial) y puesto a cargo de la Shenjiying (una unidad equipada con armas de fuego del ejército Qing). Las dos emperatrices también ordenaron al príncipe Gong que supervisara la Sala Hongde (弘德殿; una sala de la Ciudad Prohibida), donde estudiaba el emperador Tongzhi, convirtiéndolo de facto en tutor del emperador.
En 1864, con apoyo occidental, las fuerzas Qing finalmente sofocaron la Rebelión Taiping después de más de una década de rebelión y cerca de 30 millones de muertos, y reconquistaron Jiangning (江寧; en la actual Nankín). La corte imperial emitió un decreto elogiando al príncipe Gong por su eficaz liderazgo en la regencia que condujo al fin de la rebelión, además de conferir títulos más prestigiosos a sus hijos Zaicheng, Zaijun y Zaiying.
Como líder del Zongli Yamen, el príncipe Gong fue responsable de encabezar varias reformas en las primeras etapas del Movimiento de Autofortalecimiento, una serie de medidas y cambios de política implementados por el gobierno Qing con el objetivo de modernizar China. También fundó la Tongwen Guan en 1862, una escuela para que los eruditos chinos estudiaran tecnología y lenguas extranjeras.

#### Caída en desgracia
La labor modernizadora de Yixin y su éxito al sofocar a los Taiping alarmaron a las dos emperatrices viudas, que empezaron a temer ser desplazadas de la regencia. Así, conspiraron para desplazarlo del poder. En abril de 1865, un mandarín, Cai Shouqi (蔡壽祺), acusó al príncipe Gong de "monopolizar el poder del Estado, aceptar sobornos, practicar el favoritismo, comportarse con arrogancia y mostrar falta de respeto hacia el Emperador". Las emperatrices viudas Ci'an y Cixi reprendieron públicamente al príncipe Gong y lo despojaron de su cargo de príncipe regente. Yishen (奕脤), Yixuan, Wang Zheng (王拯), Sun Yimou (孫翼謀), Yin Zhaoyong (殷兆鏞), Pan Zuyin, Wang Weizhen (王維珍), Guangcheng (廣誠) y otros jerarcas manchúes suplicaron a las emperatrices viudos que indultaran al príncipe Gong y lo nombraran príncipe regente de nuevo. Aunque las emperatrices no restituyeron al príncipe Gong como príncipe regente, le permitieron permanecer en la corte imperial y seguir dirigiendo el Zongli Yamen. El príncipe Gong agradeció personalmente a las emperatrices y se disculpó entre lágrimas. Las emperatrices emitieron un decreto anunciando: "El Príncipe practicó el favoritismo. Como estamos unidos por una causa común y tenemos grandes expectativas en él, no podemos ser indulgentes al castigarlo. Todavía se le permitirá dirigir el Gran Consejo."
En marzo de 1868, cuando los rebeldes Nian se acercaban a los suburbios de Pekín, se encargó al príncipe Gong la movilización de las tropas y la gestión de los dispositivos de defensa. También fue nombrado you zongzheng (右宗正; presidente derecho del Tribunal del Clan Imperial).
En 1869, An Dehai, un eunuco de la corte cercano a la emperatriz viuda Cixi, fue arrestado y ejecutado en Provincia de Shandong por Ding Baozhen, el gobernador provincial. Esto se debió a que era un crimen capital para los eunucos viajar fuera de la Ciudad Prohibida sin autorización. Cixi empezó a sospechar más del príncipe Gong, porque creía que había instigado a Ding Baozhen a ejecutar a An Dehai.

#### Retorno al poder
En octubre de 1872, cuando el emperador Tongzhi se casó con la emperatriz Jiashun, concedió al príncipe Gong el privilegio del "gorro de hierro" de nuevo. Tongzhi oficialmente las riendas del poder de sus regentes hacia febrero de 1873, y Cixi y Ci'an se retiraron, aunque mantuvieron su influencia sobre Tongzhi, que solo actuaba con su permiso. Cixi ambicionaba retirarse al Palacio de Verano, que había sido destruido durante la segunda guerra del Opio, y planeó reconstruirlo sin reparar en gastos. El príncipe Gong disgustó a la emperatriz viuda Cixi cuando se opuso firmemente a su plan de reconstruir el Palacio de Verano. Sin embargo, Tongzhi apoyó la idea, supuestamente en un intento de sacar a Cixi de la Ciudad Prohibida, a fin de poder ejercer el poder sin la influencia continua de su madre. El tesoro imperial estaba casi vacío después de dos décadas de rebeliones y conflictos con las potencias occidentales, por lo que Tongzhi pidió a Yixin y al Departamento de Finanzas que hallara una forma de financiar la costosa reconstrucción. También animó a la nobleza y los mandarines de primer rango a donar fondos privados para la reconstrucción, que empezó en 1873. Una vez comenzada, Tongzhi empezó a visitar las obras una vez al mes, y usando esto como excusa, pasar tiempo alejado de la corte dedicado a sus propios placeres.
Las cada vez más largas ausencias del emperador causaron preocupación entre los tíos del emperador – el príncipe Gong y el príncipe Chun–, y los más altos consejeros del imperio, quienes perfilaron su alarma en un memorando escrito para Tongzhi. En él, suplicaban al emperador que paralizara las obras del Palacio de Verano, y volviera a atender los asuntos de estado. Tongzhi, furioso, emitió un decreto imperial en agosto de 1874 por medio del cual retiraba el título de príncipe a Yixin y lo degradaba al estatus de plebeyo. Dos días después, expandió el decreto para incluir en él a Zaicheng, el hijo mayor de Yixin, al príncipe Dun, al príncipe Chun, al príncipe Fu, a Jingshou, al príncipe Qing, a Wenxiang, a Baojun, y a los Gran Consejeros Shen Guifen and Li Hongzao. 
Cuando las emperatrices viudas Cixi y Ci'an se enteraron de esto, hicieron una aparición pública sin precedentes en la Corte, donde criticaron al emperador por haber despedido y degradado a sus principales consejeros, y le exigieron que rescindiera el decreto. Cixi llegó a decirle a su hijo que "sin el príncipe Gong, ni tú ni yo existiríamos hoy en día." El príncipe Gong y Zaicheng fueran restituidos como qinwang y beile respectivamente. Hacia el final del año, el emperador Tongzhi aumentó el salario del príncipe Gong en más del doble que el de un qinwang normal. Sintiéndose desautorizado por su propia madre, Tongzhi se desentendió de los asuntos de estado, que quedaron en manos de Yixin y de las emperatrices viudas. A finales de 1874 Tongzhi cayó enfermo de viruela, y murió repentinamente el 13 de enero de 1875.

### Bajo el emperador Guangxu
La repentina muerte de Tongzhi trastocó el equilibrio de poder en la corte china. Cixi y Ci'an volvieron de su retiro, en parte a instancias del propio príncipe Gong, que suplicó a Cixi que retomara las riendas del poder. Cixi maniobró para asegurarse que el sucesor de su hijo Tongzhi fuera una candidato que pudiera controlar. Cixi convocó al Gran Consejo y expuso los tres candidatos al trono, todos ellos miembros del clan imperial que, en su opinión, eran elegibles:
-Pulun, de dos meses de edad, nieto del hijo mayor del emperador Daoguang.
-Zaicheng, hijo mayor del príncipe Gong, de 18 años de edad.
-Guangxu, hijo del príncipe Chun y de la propia hermana de Cixi, de 3 años de edad.
Pulun hubiera sido el candidato natural, porque pertenecía a una generación inferior a la del propio Tongzhi, pero era hijo de un hijo adoptivo de Yiwei, el hijo mayor de Daoguang, con lo que no era bisnieto biológico de Daoguang, aunque si que era tatara-tataranieto biológico de Qianlong, y su familia carecia de influencia: ni Cixi, ni Ci'an, ni Yixin querían que esta rama del clan imperial llegara al poder. El candidato más serio, Zaicheng, era el hijo mayor del propio Yixin, pero era de la misma generación que el propio Tongzhi, lo que en principio lo descartaba porque no podría ejercer ritos ancestrales sobre Tongzhi. Además, el ascenso al trono de un mayor de edad hubiera forzado a Cixi a volver a su retiro y perder el poder. Igualmente, hubiera sido un golpe para Yixin, pues si su hijo ascendía al trono, se hubiera visto forzado a retirarse de la vida pública: un emperador no podía postrarse ante nadie, ni tan siquiera su padre. Aduciendo que Yixin era demasiado valioso para el trono como para permitir que se retirara de la vida pública, Cixi consiguió descartar a Zaicheng sin gran oposición, y que el Gran Consejo se decantara por Guangxu, el hijo del príncipe Chun. Irónicamente, Guangxu era también primo de Tongzhi, hecho que escandalizó a los mandarines confucianos por la falta de piedad filial que denotaba. 
Así, de manera irregular fue el emperador Guangxu, quien sucedió al Emperador Tongzhi en 1875, lo que permitió a Cixi y Ci'an volver a la regencia, y que Yixin mantuviera su presencia en la corte. Guangxu conformó los privilegios de Yixin, que estaba exento de tener que postrarse en presencia del emperador y de tener que escribir su nombre en los memoriales. Sin embargo, la regencia recayó enteramente en Cixi y Ci'an, y Yixin se mantuvo solo como presidente del Gran Consejo y zongling (宗令; Jefe del Tribunal del Clan Imperial).

#### Guerra chino-francesa
Con Guangxu entronizado, la mayor parte de las tareas del estado cayeron en manos de Cixi, que prefirió desplazar a la vieja guardia reformista encabezada por Yixin a favor de mandarines más leales a ella. Tras la muerte de Ci'an en 1881, Yixin y sus seguidores se vieron casi completamente excluidos de la toma de las principales decisiones del estado. En 1884, cuando los franceses invadieron Vietnam, el príncipe Gong y los miembros del Gran Consejo fueron incapaces de llegar a una decisión sobre si intervenir o no en Vietnam, y entrar en guerra con los franceses. Los franceses atacaron y destruyeron el valuarte de Fuzhou, que el príncipe Gong había hecho construir con ayuda francesa en la década de 1870 como parte de un intento de modernización naval. Como consecuencia de su indecisión y la caída de Fuzhou, la emperatriz viuda Cixi reprendió al Príncipe Gong y a sus colegas por su actitud desanimada e indecisa hacia la guerra, y los destituyó de sus cargos. El príncipe Gong dejó de recibir su doble salario y se le ordenó retirarse de la vida pública para recuperarse de una enfermedad. Sin embargo, volvió a recibir su doble salario a partir de noviembre de 1886 y se le permitió recibir su parte de las ofrendas de los actos ceremoniales. Permaneció en el Templo de Jietai en el oeste de Pekín durante la mayor parte del tiempo.
El séptimo hermano del Príncipe Gong, Yixuan, príncipe Chun, lo sustituyó como jefe del Gran Consejo, algo altamente irregular pues Yixuan era el padre del emperador. Algunos funcionarios como Baojun (寶鋆), Li Hongzao, Jinglian (景廉) y Weng Tonghe, que habían servido anteriormente en la administración del príncipe Gong, también fueron destituidos. El incidente se conoce como el Cambio de Gabinete de Jiashen (甲申易樞) o el Cambio Político de Jiashen (甲申朝局之變) porque tuvo lugar en el año jiashen según el ciclo sexagesimal chino.

#### Primera guerra chino-japonesa
En 1894, cuando los japoneses invadieron Corea y la situación se tornó calamitosa, la emperatriz viuda Cixi convocó al príncipe Gong de vuelta a la corte imperial, lo puso de nuevo a cargo del Zongli Yamen y le encargó la supervisión de la Flota de Beiyang (la armada Qing) y los asuntos militares. Aunque el príncipe Gong había sido llamado a la política, la emperatriz viuda Cixi también decretó que, dado que aún no se había recuperado de la enfermedad, se le eximía de tener que asistir constantemente a las sesiones de la corte. Con ayuda de Yuan Sikai y de Li Hongzhang, el príncipe Gong trató de reprimir el avance japonés en Corea, pero la Flota de Beiyang fue destruida por los japoneses, y China hubo de rendirse, ceder Taiwán, y renegar del vasallaje de Corea, que pasó a la órbita de Japón. Yixin fue cesado de nuevo y forzado a retirarse de la vida pública.  

### Muerte
En 1898, el príncipe Gong fue nombrado de nuevo zongling, pero enfermó gravemente a finales de abril. La emperatriz viuda Cixi le visitó tres veces durante este periodo. Finalmente murió a la edad de 67 años (según el cálculo de la edad en Asia Oriental) en mayo.
El emperador Guangxu asistió personalmente a los funerales del príncipe Gong y, en señal de duelo, canceló las sesiones de la corte imperial durante cinco días y ordenó que se vistiera de luto durante 15 días. El emperador también concedió al príncipe Gong el nombre póstumo "Zhong" (忠; literalmente "leal"), le otorgó un lugar en el Templo Ancestral Imperial y emitió un edicto en el que se honraba al príncipe Gong como un modelo de lealtad del que debían aprender todos los súbditos Qing.